# Mistrzostwa Świata w Łucznictwie 1961
21. Mistrzostwa Świata w Łucznictwie odbyły się 10–13 sierpnia 1961 w oslo w Norwegii. Organizatorem była Międzynarodowa Federacja Łucznicza. 

## Medaliści

### Strzelanie z łuku klasycznego
| Konkurencja            | Złoto                                                               | Srebro                                                       | Brąz                                                                 |
| Indywidualnie kobiet   | Nancy Vonderheide                                                   | Laurie Fowler                                                | Božena Deptová                                                       |
| Indywidualnie mężczyzn | Joe Thornton                                                        | Clayton Sherman                                              | Jorma Sandelin                                                       |
| Drużynowo kobiet       | Stany Zjednoczone · Nancy Vonderheide · Grace Frye · Victoria Cook  | Wielka Brytania · Laurie Fowler · J. Heywood · Shirley Lyons | Południowa Afryka · Anita Schlebusch · Margaret Harriman · E. Caknis |
| Drużynowo mężczyzn     | Stany Zjednoczone · Joe Thornton · Clayton Sherman · William Bednar | Belgia · René Boussu · Henri Verhoeven · Charles Sophie      | Finlandia · Jorma Sandelin · Väinö Skarp · Paavo Luoto               |

## Klasyfikacja medalowa
| Lp. | Państwo           | Złoto | Srebro | Brąz | Razem |
| 1.  | Stany Zjednoczone | 4     | 1      | 0    | 5     |
| 2.  | Wielka Brytania   | 0     | 2      | 0    | 2     |
| 3.  | Belgia            | 0     | 1      | 0    | 1     |
| 4.  | Finlandia         | 0     | 0      | 2    | 2     |
| 5.  | Czechosłowacja    | 0     | 0      | 1    | 1     |
| 5.  | Południowa Afryka | 0     | 0      | 1    | 1     |